# Многоядный клит
Клит многоядный, или клит обыкновенный (лат. Clytus arietis) — жук семейства Усачи (Cerambycidae).

## Описание
Жук длиной от 6 до 15 мм. Встречается с мая по июль.

## Распространение
Распространяется на следующих территориях: Европа, Россия, Кавказ, Закавказье, Турция и Иран.

## Экология и местообитания
Жизненный цикл вида длится два года. Кормовыми растениями являются многие лиственные деревья, изредка хвойные.

## Галерея

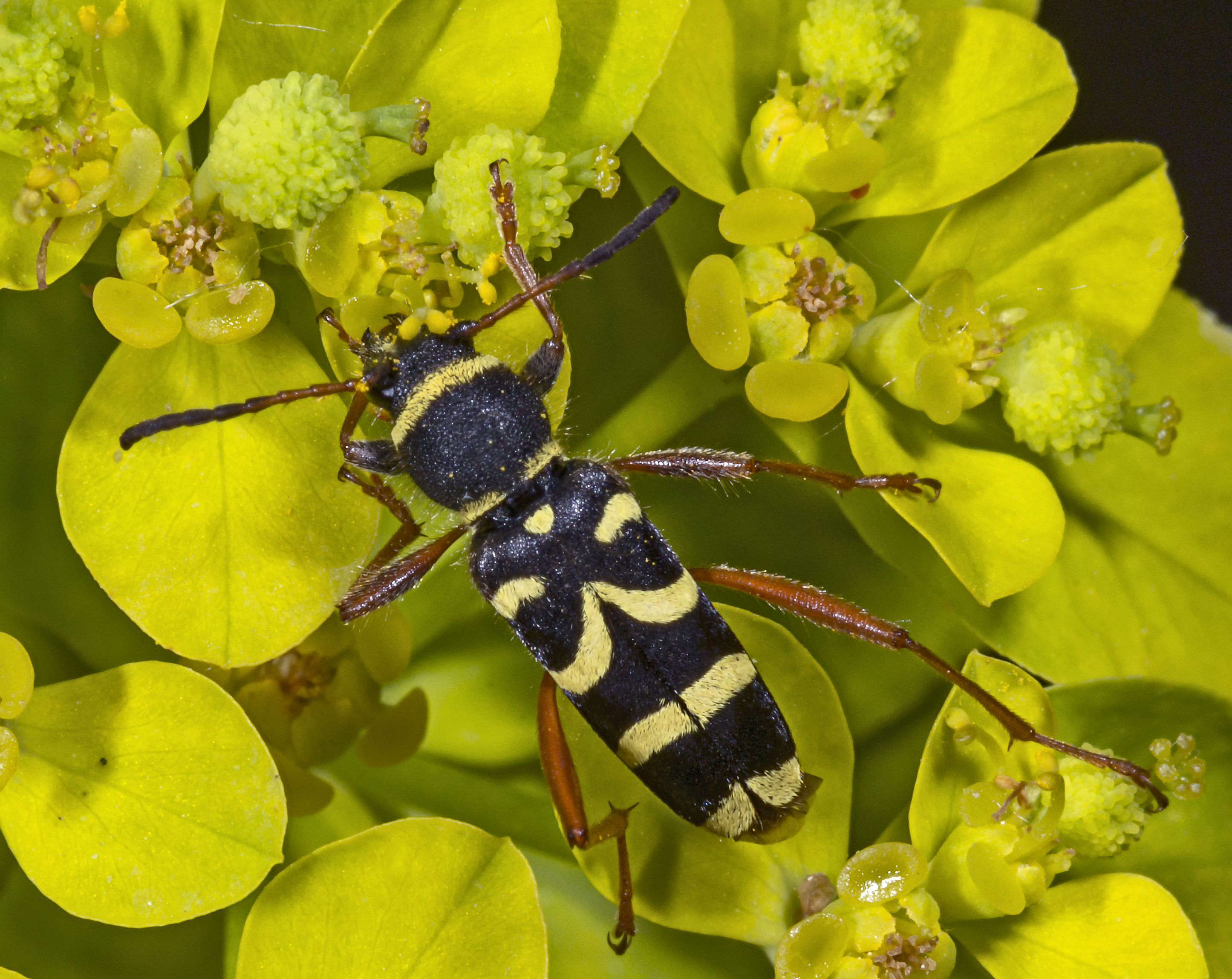
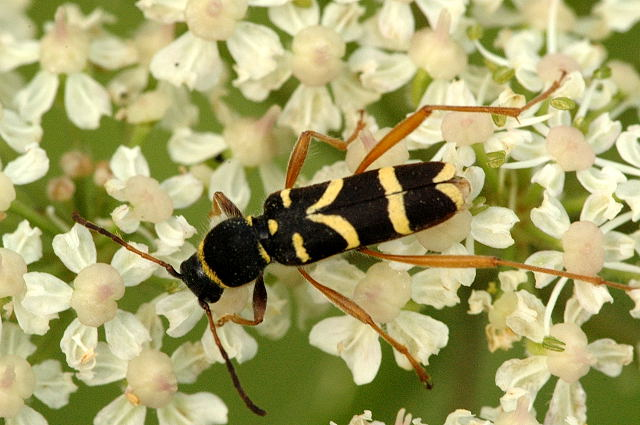